# Ciprian Selagea
Ciprian Silviu Selagea (sinh ngày 21 tháng 1 năm 1990) là một cầu thủ bóng đá người România thi đấu cho Unirea Alba Iulia ở vị trí tiền vệ.